# Сваргароханапарва

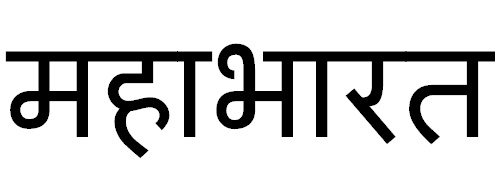
Махабха́рата

Сваргароханапарва (санскр. स्वर्गारोहणपर्व, «Книга о восхождении на небеса») — восемнадцатая, заключительная, книга «Махабхараты». Состоит из 194 двустиший (5 глав по критическому изданию в Пуне). «Сваргароханапарва» рассказывает о посмертной участи Пандавов и их двоюродных братьев Кауравов.

## Обзор по главам

### Глава 1
Вайшампаяна продолжает рассказывать Джанамеджае о судьбе Пандавов. Попав на третье небо, царь Юдхиштхира видит там благоденствующего Дурьодхану и возмущается этим. Нарада пытается его успокоить словами о том, что на небесах не место распрям, но Юдхиштхира настаивает на встрече со своими родственниками и союзниками.

### Глава 2
Боги велят посланцу небес отвести Юдхиштхиру к его близким. Спутники шествуют по ужасающим и отвратительным местам, полным испытывающих адские муки грешников. Юдхиштхира выражает недоумение из-за несоответствия обстановки своим ожиданиям, на что посланец богов предлагает ему повернуть назад. Понуждаемый невыносимым смрадом владыка Пандавов соглашается, но его останавливают незнакомые голоса, которые просят его облегчить участь страдальцев своим присутствием. Когда Юдхиштхира узнаёт, что голоса принадлежат тем, кого он искал, то в гневе порицает богов и отсылает их посланца.

### Глава 3
Тотчас же к Юдхиштхире являются боги во главе с Индрой, адские видения преображаются в райскую обстановку, зловоние сменяется чистым ароматом. Царь богов хвалит владыку Пандавов и объясняет ему, что грешники сначала наслаждаются небом, а после исчерпания своей благой кармы следуют в ад, тогда как праведники попадают на небеса после очищающего пребывания в Нараке. Поскольку Пандавы теперь освободились от греха, они обрели подобающее место на небесах. Отец Юдхиштхиры бог Дхарма сообщает, что это он трижды устроил испытания своему сыну: первый раз — с дощечками для добывания огня, — второй раз в обличье собаки — и третий раз — в аду. Поскольку Юдхиштхира с честью выдержал все испытания, ему надлежит обрести нетленные миры. Окунувшись в воды небесной Ганги, Юдхиштхира освобождается от человеческого естества, печали, тревог и страданий.

### Глава 4
Юдхиштхира встречается с Кришной, Пандавами, Карной и Драупади. Индра показывает ему также Абхиманью, Бхишму, Дрону, вришнийцев, андхаков и других царей и воинов рядом с небожителями.

### Глава 5
Джанамеджая спрашивает у Вайшампаяны о стезе Дхритараштры, Вираты, Друпады, Джаятсены, Шакуни, Джаядратхи, Гхатоткачи и других воинов после исчерпания их кармы. Вайшампаяна рассказывает, что каждый из участников событий, описанных в Махабхарате, соединился с одним из сонмов небожителей и богов: Дхритараштра обрёл миры Куберы, Панду отправился в обитель Индры, Дрона соединился с Брихаспати, Карна — с Сурьей, Видура и Юдхиштхира — с Дхармой.
Уграшравас говорит, что рассказ Вайшампаяны вызвал у царя Джанамеджаи небывалое изумление. Жрецы завершили обряд змеиного жертвоприношения, и брахман Астика остался доволен тем, что спас змеев. Ублажив брахманов, Джанамеджая отпустил их и вернулся в Хастинапур. Завершая повествование, Уграшравас объясняет ценность Махабхараты, сравнимой с Ведами. Он говорит, что дхарма вечна, а счастье и горе преходящи; джива также вечна, изменчивы лишь условия её существования. По словам Уграшраваса, читающий в состоянии сосредоточения вслух Махабхарату придёт к высочайшему совершенству.
Так завершается Махабхарата.